# Daenerys Targaryen
Daenerys Targaryen (AFI: /dəˈnɛərɪs tɑrˈɡɛərɪən/) es un personaje ficticio de la serie de novelas de fantasía épica Canción de hielo y fuego, del escritor estadounidense George R. R. Martin. Es uno de los personajes más populares de la serie. El New York Times la considera una de las mejores creaciones del autor.
Daenerys, presentada en 1996 en Juego de tronos, es uno de los últimos miembros supervivientes (junto con su hermano mayor, Viserys III, el «Rey Mendigo») de la Casa Targaryen que, hasta 14 años antes de los acontecimientos de la primera novela, había gobernado Poniente desde el Trono de Hierro durante casi 300 años antes de ser derrocada. Posteriormente apareció en Choque de reyes (1998) y Tormenta de espadas (2000). Daenerys fue uno de los pocos personajes destacados que no aparecieron en Festín de cuervos (2005), pero regresó en la siguiente novela, Danza de dragones (2011).
En la historia, Daenerys es una adolescente que vive exiliada en Essos, donde ha desarrollado un acento tyroshi. Sigue dependiendo de su abusivo hermano mayor, Viserys, y se ve obligada a casarse con el señor de los caballos dothraki Khal Drogo a cambio de que el ejército de Viserys recupere el Trono de Hierro en Poniente. Daenerys se adapta a la vida con los dothraki y su carácter emerge fuerte, seguro y valiente. Se convierte en la heredera de la dinastía Targaryen tras el asesinato de su hermano y planea reclamar ella misma el Trono de Hierro, considerándolo su derecho de nacimiento. Daenerys, embarazada, pierde a su marido y a su hijo, pero la magia de la sangre le permite incubar tres de sus huevos de dragón. Los dragones le proporcionan una ventaja táctica y prestigio.
Más tarde, Daenerys acepta ir a Astapor —en lugar de regresar a Pentos— para formar un ejército como medida de seguridad contra el ilusorio Illyrio Mopatis. Tras capturar a todos los Inmaculados, los libera y la mayoría acepta unirse a su revolución. Ejecuta a los Maestres Buenos y crea un consejo para la ciudad. Más tarde, conquista Yunkai y Meereen, donde Daenerys se instala para aprender a gobernar. A pesar de su fuerte moral, puede tratar sin piedad a sus enemigos y a aquellos que cree que conspiran contra ella. También le inquietan las advertencias proféticas de Quaithe, un agitador de sombras de Asshai. Durante su estancia en Meereen, se establece como una gobernante poderosa e implacable, pero autocrítica, y acaba convirtiéndose en jinete de dragones de Drogon, al que doma con un látigo después de que éste perturbe la arena de combate situada en el Foso de Daznak.
En la adaptación televisiva Game of Thrones, es interpretada por la actriz inglesa Emilia Clarke. Aunque guarda muchas similitudes, la representación televisiva de Daenerys es mayor (en la adolescencia) y posee varias cualidades místicas, como una inexplicable capacidad ignífuga. Tampoco está prevenida ni perseguida por la profecía, como su homóloga en los libros. No obstante, la interpretación de Clarke de Daenerys le ha valido nominaciones a los premios Primetime Emmy como Mejor actriz de reparto en una serie dramática en 2013, 2015 y 2016 y Mejor actriz en una Serie Dramática en 2019. También ha obtenido muchas otras nominaciones y elogios por su interpretación. Su cambio de personaje de heroico a villano al final de la serie de HBO ha sido fuente de controversia entre críticos y aficionados.

## Descripción
Daenerys Targaryen es la hija del Rey Aerys II Targaryen (también conocido como «El Rey Loco») y su hermana-esposa la Reina Rhaella, y es una de las últimas supervivientes de la Casa Targaryen. Es el personaje narrador en tercera persona de 31 capítulos de A Game of Thrones, A Clash of Kings, A Storm of Swords, y A Dance with Dragons, lo que la convierte en la cuarta voz narrativa más destacada de la serie tras Tyrion Lannister, Jon Snow y Arya Stark.

### Antecedentes
Casi 14 años antes de los acontecimientos de las novelas, después de que su padre y su hermano mayor Rhaegar fueran asesinados durante la rebelión de Robert, Daenerys nació durante una gran tormenta, lo que le valió el apodo de «Nacida de la Tormenta». Su madre, Rhaella, murió al dar a luz, y el Maestro de Armas de la Fortaleza Roja, Ser Willem Darry, se llevó a Daenerys y a su hermano mayor Viserys a Braavos antes de que la guarnición de Rocadragón pudiera entregar a los niños a Robert. Darry murió cuando Daenerys tenía cinco años, y ella y Viserys pasaron los años siguientes vagando por las Ciudades Libres. Al principio de Juego de Tronos, Daenerys y su hermano llevan medio año como huéspedes de Illyrio Mopatis en Pentos. Los creadores de la serie, D. B. Weiss y David Benioff, describieron a Daenerys como una combinación de Juana de Arco, Lawrence de Arabia y Napoleón.

### Aspecto y personalidad
Daenerys suele ser descrita como una mujer de una belleza poco común, con una larga y pálida cabellera de color dorado plateado y ojos púrpura. Es esbelta y pálida, aunque más alta que algunas de sus antepasadas. Los relatos sobre la belleza de Daenerys son numerosos, y a lo largo de las novelas se encuentra con innumerables pretendientes que buscan su mano en matrimonio, a veces para hacerse con el control de sus tres dragones. Domina la lengua común de Poniente, el dothraki, el alto valyrio y el valyrio bastardo, que habla con acento tyroshi. A lo largo de las tres primeras novelas llega a dominar la lengua dothraki y la ghiscari, hablada en las ciudades esclavistas de Essos.
Daenerys creció con el temor constante de ser descubierta y asesinada por los agentes del Rey Usurpador, Robert Baratheon. Su hermano mayor, Viserys, abusaba de ella con frecuencia, lo que propició el desarrollo de su naturaleza temerosa, sumisa y furtiva. Sin embargo, en el transcurso de la narración, Daenerys encuentra su fuerza interior y su valor y emerge como una líder natural adorada por su pueblo. A menudo se la describe como honorable y compasiva, aunque algo ingenua, aunque puede ser dura y vengativa con aquellos que intentan dañarla a ella o a sus seguidores.
Paul Youll ilustró a Daenerys en la portada del número de julio de 1996 de Asimov's Science Fiction, que contenía un extracto de Daenerys de Juego de tronos titulado «Blood of the Dragon». Otros ilustradores de la serie de libros son John Picacio y Gary Gianni.

## Historia

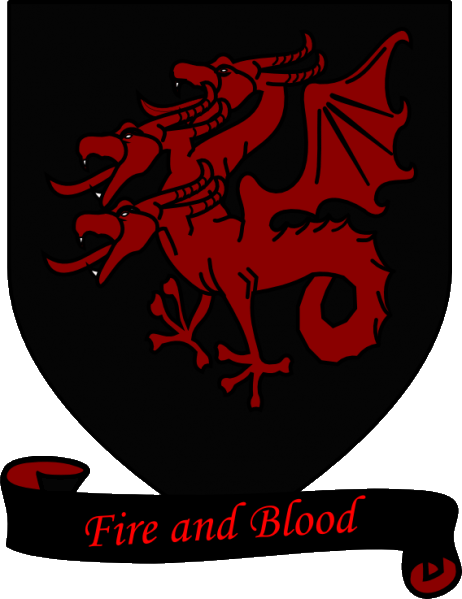
Emblema de la Casa Targaryen y su lema "Fire and Blood" (Fuego y sangre).

Daenerys fue la hija póstuma del rey Aerys II Targaryen, naciendo en mitad de una gran tormenta en la isla-fortaleza de Rocadragón, el hogar ancestral de la Casa Targaryen. Su madre, la reina Rhaella, murió cuando estaba dando a luz. Apenas siendo una recién nacida, su padre había muerto en Desembarco del Rey durante el saqueo que los Lannister sometieron a la capital y Robert Baratheon se había convertido en el nuevo Rey de los Siete Reinos. Huyendo de él, la pequeña Daenerys y su hermano mayor Viserys fueron trasladados a la ciudad de Braavos por Ser Willem Darry.
Daenerys y Viserys permanecieron al cuidado de Ser Willem en Braavos hasta la muerte de este, tras la cual los criados les robaron todas sus posesiones y ambos quedaron en la calle viviendo en extrema pobreza. Daenerys siempre extrañaría mucho el hogar de su infancia, como símbolo de la niñez que nunca tuvo. Viserys y Daenerys vagaron los siguientes años por las Ciudades Libres buscando apoyos para su causa, pero lo único que consiguieron fueron promesas vanas. Arruinados, Viserys se vio obligado a vender todas las menguadas riquezas que poseían, incluyendo la corona de su madre, lo que le valió el apodo de  «El Rey Mendigo». Finalmente ambos se establecieron en Pentos, donde fueron acogidos por el rico y poderoso magíster Illyrio Mopatis. 

### Juego de tronos
Establecidos en Pentos, Illyrio y Viserys planificaron una manera de recuperar los Siete Reinos. Ambos decidieron casar a la joven Daenerys, sin darle ningún tipo de elección, con el poderoso Khal Drogo, líder de uno de los más poderosos khalasar del Mar Dothraki. Drogo ofreció como dote un ejército de 100.000 guerreros con los que Viserys invadiría Poniente. Daenerys estaba asustada ante su compromiso, pero no tenía opción, de modo que contrajo matrimonio con Drogo. En la boda, los hermanos Targaryen conocen a Ser Jorah Mormont, un caballero exiliado que jura lealtad a la Casa Targaryen y que se convertirá en el consejero más próximo de Daenerys. Como regalos de boda, Daenerys recibe tres esclavas llamadas Irri, Doreah y Jhiqui, una yegua verde plateada como regalo de su esposo y tres huevos de dragón petrificados como regalo de Illyrio.
Al principio, Daenerys estaba muy asustada con el aspecto fiero y el carácter frío de su nuevo esposo y con las costumbres bárbaras de los dothraki, pero para sorpresa suya, su esposo demuestra afecto y ternura con ella y finalmente termina adaptándose a las costumbres de su nuevo pueblo intentando sacar el mayor provecho de una situación que no puede controlar, incluso llegando a tomarles afecto. De hecho, Daenerys termina quedando embarazada de un niño llamado Rhaego, profetizándose que el niño que esperaba será «El Semental que Monta al Mundo», un conquistador dothraki que llevará a su pueblo a los confines del mundo. Pero quien no tenía tan buena relación con los dothrakis era su hermano Viserys, este se comportaba de manera arrogante y continuamente despreciaba la cultura dothraki, además de insistirle a Drogo en que le diera el ejército prometido. Una noche, mientras se encontraban en la ciudad sagrada de Vaes Dothrak, un borracho Viserys viola la ley de no portar armas y apunta con una espada a Daenerys, amenazando con extraerle el bebé que esperaba si Drogo no le daba el ejército que prometió. Drogo entonces derrama sobre Viserys un caldero con oro fundido, "coronándolo" con oro y matándolo.
Tras la muerte de Viserys, Daenerys queda como la última Targaryen con vida y comienza a pedirle a su esposo que invada Poniente, pero Drogo rehusaba ante el temor de los dothrakis al mar. Un día, estando en Vaes Dothrak, Daenerys está a punto de ser envenenada por un asesino enviado por orden de Robert Baratheon y siendo salvada por Ser Jorah. Ante el peligro que corre su esposa, Drogo finalmente acepta invadir los Siete Reinos para conseguirle el Trono de Hierro a su esposa y a su futuro hijo. El khalasar de Drogo parte entonces a saquear aldeas y pueblos con los que conseguir fondos para financiar la expedición. En uno de estos ataques, Drogo cae herido y Daenerys le pide a una maegi (bruja) llamada Mirri Maz Duur que le cure, pero la herida de Drogo termina infectándose y este queda moribundo. En una medida desesperada para salvar la vida de su marido, Daenerys le pide a Mirri Maz Duur que efectúe una peligrosa magia de sangre con la que salvarle la vida, pero la hechicera le dice que tendrá un precio. Tras caer unos días en estado de coma, Daenerys despierta y se da cuenta de que la maegi la ha traicionado; ha matado a su hijo nonato Rhaego y ha dejado a Drogo en estado vegetativo. Al ver impedido a su Khal, la mayor parte del khalasar se marcha. Incapaz de ver a su esposo en ese estado, Daenerys acaba con la vida de Drogo ahogándole con una almohada.
Daenerys construye una pira funeraria para Drogo a la que ordena atar a Mirri Maz Duur y también ordena colocar en ella los huevos de dragón. Daenerys se arroja a la pira, pero sale completamente ilesa, y de los huevos emergen tres dragones a los que llamará Rhaegal, Viserion y Drogon, en memoria de sus hermanos Rhaegar Targaryen y Viserys Targaryen, y de su esposo Khal Drogo. Tras presenciar el milagroso acontecimiento, Ser Jorah le jura fidelidad como su reina y tres dothrakis llamados Aggo, Jhogo y Rakharo juran como sus jinetes de sangre, convirtiéndose en la primera khaleesi por derecho propio.

### Choque de reyes
El reducido khalasar de Daenerys vaga por el Desierto Rojo, hallándose casi todos al borde de la extenuación. Daenerys envía emisarios en todas direcciones y consigue recibir a tres emisarios enviados por la ciudad de Qarth. Daenerys pide que la dejen entrar en la ciudad, pero los embajadores enviados por Qarth se niegan. Daenerys finalmente logra entrar bajo la protección del rico mercader Xaro Xhoan Daxos y pide ayuda a los ricos mercaderes para que la ayuden a conquistar Poniente, pero todos le realizan promesas vanas, igual que le habían hecho a su difunto hermano mayor años atrás, y solo están interesados en sus dragones. Daenerys tiene también que lidiar con las insinuaciones de Xaro Xhoan Daxos que le sugiere en reiteradas ocasiones que se case con él para que así dispusiera de su fortuna con la que invadir Poniente, pero ella le rechaza.
En contra del consejo de sus consejeros, Daenerys se entrevista con los misteriosos brujos de Qarth en la llamada Casa de los Eternos. Allí, Daenerys tiene extrañas visiones en las que están el salón del Trono de Hierro de la Fortaleza Roja, o su difunto hermano Rhaegar hablando con su esposa Elia Martell. Pronto Daenerys se da cuenta de que los brujos, liderados por Pyat Pree, conspiraban para encerrarla en la Casa de los Eternos y apoderarse de sus dragones, pero ella logra escapar gracias a la ayuda de sus pequeños dragones, destruyendo el templo. Daenerys, tomando el consejo de una extraña mujer llamada Quaithe, decide marcharse de Qarth rumbo al este. En los puertos de la ciudad, Daenerys está a punto de ser asesinada por una mantícora, siendo salvada en última instancia por dos sujetos, uno se hace llamar Belwas el Fuerte, mientras que el otro afirma ser su escudero, un anciano llamado Arstan Barbablanca. Ambos se presentan como hombres del magíster Illyrio, el cual los ha enviado junto a tres barcos con los que llevarla de vuelta a Pentos, pero ella toma los barcos y decide marcharse a Astapor, hacia la Bahía de los Esclavos.

### Tormenta de espadas
Ya en el mar, Ser Jorah finalmente le declara sus sentimientos a Daenerys, besándola y pidiéndole que se case con él, pero ella le rechaza. Jorah logra convencer a Daenerys de comprar los llamados Inmaculados, unos esclavos-soldados de élite con los que conquistar Poniente. Ya en Astapor, Daenerys negocia la compra de 8000 Inmaculados con los Bondadosos Amos, pero debido a que no dispone del suficiente dinero, ofrece como pago a uno de sus dragones, Drogon. Como regalo, Daenerys recibe a una niña llamada Missandei que ejerce de su traductora y consejera y a la que Daenerys libera de su esclavitud. Ya con los Inmaculados en su poder, Daenerys les ordena que tomen la ciudad, eliminen a los Bondadosos Amos y liberen a los esclavos. Por esta acción, Daenerys suma el título de «Rompedora de Cadenas» a los que ya tenía de «La Que no Arde» y «Madre de Dragones». Tras formar un consejo de gobierno para Astapor, Daenerys decide ponerse en marcha hacia Yunkai, otra de las ciudades esclavistas de la Bahía de los Esclavos.
Yunkai había contratado a dos compañías mercenarias, los Cuervos de la Tormenta y los Segundos Hijos, además de 4000 soldados-esclavos, aunque Ser Jorah menciona que no eran Inmaculados, sino que la mayoría eran esclavos domésticos armados y apenas entrenados. Daenerys parlamenta con los líderes de ambas compañías mercenarias para que cambien de bando, logrando convencer a Daario Naharis, el comandante de los Cuervos de la Tormenta, quien atraído por Daenerys, se une a esta. Por otra parte, no consigue convencer a Mero, el líder de los Segundos Hijos, pero ataca a estos en mitad de la noche cuando estaban borrachos, haciéndolos huir. El ejército de Yunkai, en desigualdad numérica y peor entrenado, es masacrado y Yunkai se rinde pocos días después.
Daario Naharis se convierte en uno de los consejeros de confianza de Daenerys, además de su amante. Finalmente ella siente gran afecto hacia él.
Tras instalar otro gobierno antiesclavista en Yunkai, Daenerys parte hacia Meereen, la mayor y más importante de las ciudades de la Bahía de los Esclavos. Antes de llegar, Daenerys es atacada por Mero, el antiguo líder de los Segundos Hijos, siendo salvada por Arstan Barbablanca. Este revela su auténtica identidad, confirma ser Ser Barristan Selmy, uno de los más legendarios guerreros de Poniente y antiguo Lord Comandante de la Guardia Real bajo los reinados de Aerys II Targaryen y Robert Baratheon, y que mintió sobre su verdadera identidad para descubrir cómo era realmente Daenerys y si era "digna" de ser reina. Pero no solo eso, Ser Barristan también afirma que Jorah ha estado vendiendo información sobre ella al Consejo Privado en Desembarco del Rey desde el momento que la conoció, buscando el perdón por sus antiguos crímenes. Daenerys envía tanto a Barristan como a Jorah a una misión en las cloacas de Meereen para infiltrarse en la ciudad y ayudar a tomarla desde dentro, ella esperaba que así se ganaran la redención o murieran en el intento. Para su sorpresa, la misión es un éxito y Meereen cae en sus manos sin apenas bajas. Daenerys ofrece el perdón a Ser Barristan pero no así a Ser Jorah, que afirma no haber hecho nada malo, por lo que Daenerys lo condena al exilio.
Daenerys decide establecerse en Meereen cuando oye que tanto Astapor como Yunkai han derribado los gobiernos que ella había instalado y han reinstaurado la esclavitud. Daenerys pospone sus planes de regresar a Poniente para restablecer la paz en la Bahía de los Esclavos, afirmando que si no podía conservar sus posesiones en Essos, cómo podría conservar el Trono de Hierro.

### Festín de cuervos
Llegan noticias a Poniente sobre dragones y una hermosa y joven reina.

### Danza de dragones
Mientras sigue en Meereen, Daenerys se entera de que Yunkai le ha declarado la guerra. Cierto día recibe a un emisario de la ciudad de Qarth que resulta ser Xaro Xhoan Daxos. Xaro le ofrece sus barcos para marchar a Poniente, pero ella se niega, a lo que Xaro afirma que entonces Qarth le declara la guerra y que se ha aliado con Yunkai y las ciudades de Tolos y Nuevo Ghis. Pero la situación en Meereen también es preocupante, pues los Inmaculados y libertos de Daenerys son atacados continuamente por los llamados Hijos de la Arpía, los miembros de la nobleza de Meereen que se oponen al gobierno de Daenerys. Para calmar los ánimos, Daenerys decide casarse con Hizdahr zo Loraq, uno de los más poderosos nobles de la ciudad. A su vez, Daenerys rechaza la oferta de matrimonio del príncipe Quentyn Martell, que le ofrece el apoyo de Dorne para conquistar el Trono de Hierro si acepta.
Durante la celebración de un torneo en las arenas de lucha, Drogon aparece en mitad de la arena y acaba con los hombres enviados por Hizdahr zo Loraq para matarlo. Daenerys baja a la arena a calmar a su retoño y monta en su lomo, entonces Drogon se la lleva volando al Mar Dothraki, dejando Meereen en manos de Hizdahr.
Ser Barristan permanece como representante en ausencia de Daenerys y es el único que se opone a los deseos de Hizdahr zo Loraq de capturar a los dragones y entregar la ciudad a los nobles esclavistas. Ayudado por Missandei y Shakaz mo Kandaq, Ser Barristan lucha contra los hombres de Hizdahr y sospecha que este es el líder de los Hijos de la Arpía.
Mientras tanto, Daenerys sigue el curso del río Skahazadhan pretendiendo llegar a la Bahía de los Esclavos, pero termina cayendo exhausta después de apenas consumir alimentos e ingerir agua no potable. Cuando todo parecía perdido para ella, el khalasar de Khal Jhaqo la encuentra.

## Adaptación televisiva

### Castingy desarrollo

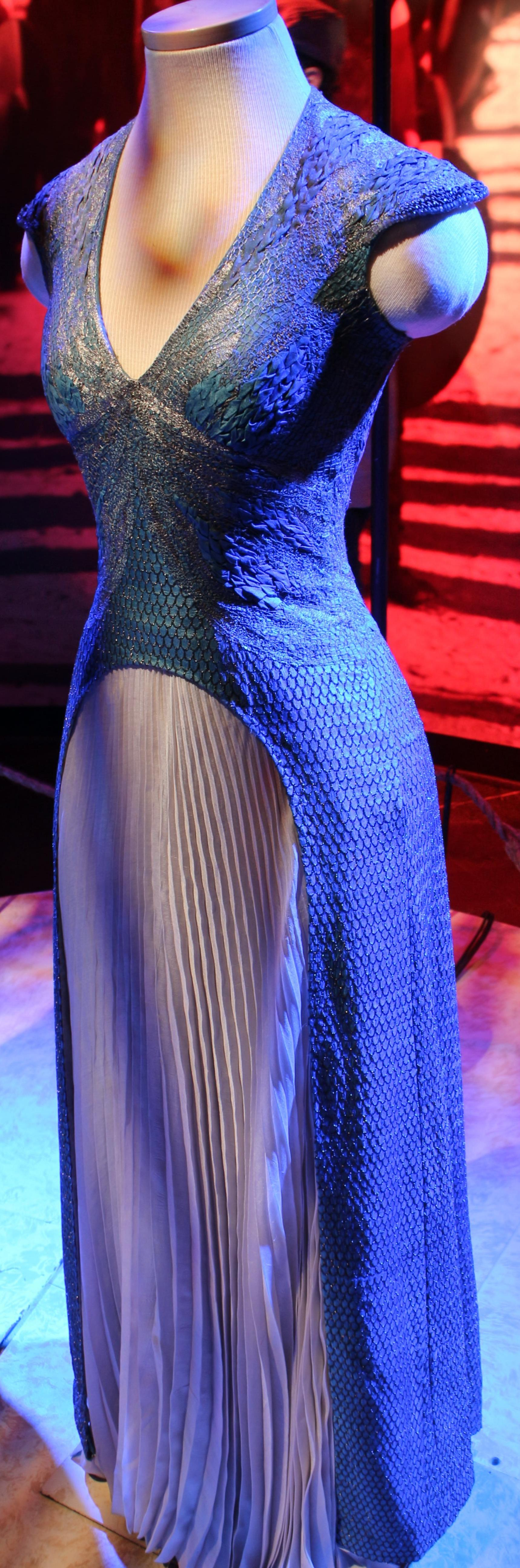
Un vestido azul cubierto de escamas que lleva Daenerys en la serie de televisión Game of Thrones

Martin explicó que en la serie de televisión el personaje era mayor que en la literatura debido a las leyes sobre pornografía infantil. Tamzin Merchant interpretó a Daenerys en el episodio piloto. Tras recibir una acogida negativa en los visionados privados, HBO ordenó que se volviera a rodar el piloto y que se le diera un nuevo reparto. Clarke fue elegida como Daenerys tras una audición en 2010. Weiss y Benioff dijeron: «Emilia era la única persona que vimos —y vimos cientos— que podía llevar todo el rango que Daenerys requería».
Clarke dijo que el papel de Daenerys no era «el típico deber del capó por el que tienes que pasar como joven actriz británica». Al reflexionar sobre la evolución del personaje en la serie de televisión, declaró: «A lo largo de la temporada ha sufrido una transformación demencial: ha pasado de ser alguien que apenas hablaba y hacía tímidamente todo lo que su hermano le decía a ser una madre de dragones y una reina de ejércitos y una asesina de amos de esclavos. Es un personaje muy al estilo de Juana de Arco». Clarke dijo que acepta aparecer en escenas de desnudos si «una escena de desnudo reenvía una historia o se filma de una manera que agrega información sobre los personajes». Añadió que «a veces las escenas explícitas son necesarias y tienen sentido para los personajes/la historia, como ocurre en Poniente» y que puede discutir con un director cómo hacer que una escena de desnudo gratuito sea más sutil. Sin embargo, Clarke ha usado un doble de cuerpo en apariciones anteriores sin desnudos, particularmente Rosie Mac en la temporada 5.
En octubre de 2014, Clarke y varios otros miembros clave del reparto, todos contratados para seis temporadas de la serie, renegociaron sus acuerdos para incluir una posible séptima temporada y aumentos salariales para las temporadas cinco, seis y siete. The Hollywood Reporter calificó los aumentos de «enormes», al señalar que el acuerdo convertiría a los intérpretes en «unos de los actores mejor pagados de la televisión por cable». Deadline Hollywood cifró el coste de la quinta temporada en «cerca de 300 000 dólares por episodio» para cada actor, y en junio de 2016, The Hollywood Reporter señaló que los intérpretes cobrarían cada uno «más de 500 000 dólares por episodio» por las temporadas siete y la posible octava temporada. En 2017, Clarke se convirtió en uno de los actores mejor pagados de la televisión, al cobrar entre 1.2 y 2 millones de dólares por episodio.

### Historias

#### Primera temporada
Daenerys Targaryen es presentada como la princesa exiliada de la dinastía Targaryen. Ella y su hermano Viserys fueron llevados clandestinamente a Essos durante el final de la Rebelión de Robert. Durante la mayor parte de su vida, Daenerys ha estado bajo el cuidado de Viserys, a quien teme, ya que abusa de ella cada vez que le desagrada. Viserys casa a Daenerys con el poderoso caudillo dothraki Khal Drogo a cambio de su apoyo militar para recuperar el Trono de Hierro. Daenerys se convierte en khaleesi. Durante la boda, el caballero exiliado Ser Jorah Mormont promete lealtad a Daenerys y su benefactor Illyrio Mopatis le regala tres huevos de dragón petrificados. Al principio, Daenerys teme a su nuevo marido, pero tras aprender la lengua dothraki, empieza a establecer un vínculo con Drogo y se enamora de él. Daenerys aprende las costumbres de los dothraki, fortaleciendo su relación con su tribu nómada. Se queda embarazada de Drogo y de su hijo, profetizado por los dothraki como el «Semental que Monta el Mundo». Viserys se pone celoso de la popularidad de Daenerys y se enfurece por la falta de urgencia de Drogo en lanzar una invasión, lo que le lleva a amenazar con cortar al hijo nonato de Daenerys de su vientre. Drogo responde matando a Viserys con oro fundido. Daenerys declara que no era un dragón porque el fuego no puede matar a un dragón.
Tras un fallido intento de asesinato por parte de Robert Baratheon, Drogo jura a Daenerys que conquistará los Siete Reinos para ella y su hijo nonato. Sin embargo, durante su viaje, Drogo entra en coma a causa de una herida infectada producida durante una pelea con uno de sus hombres. Daenerys busca desesperadamente la ayuda de la sanadora Mirri Maz Duur para salvarle la vida utilizando magia de sangre. Mirri engaña a Daenerys utilizando la vida de su hijo nonato como sacrificio para curar a Drogo pero lo deja en un estado catatónico permanente, obligando a Daenerys a acabar con la vida de su marido. Daenerys castiga a Mirri atándola a la pira funeraria de Drogo y prendiéndole fuego. También pone los tres huevos de dragón sobre el cuerpo de Drogo y ella misma se mete en el fuego. Al amanecer, cuando el fuego se ha extinguido, Daenerys emerge con tres crías de dragón a las que llama Drogon, Rhaegal y Viserion.

#### Segunda temporada
El reducido khalasar de Daenerys viaja a través del vasto Desierto Rojo. Todos se hallan exhaustos, por lo que Daenerys envía a sus jinetes de sangre para explorar las inmediaciones y buscar cualquier sitio o cosa que pueda proporcionarles suministros. Uno de ellos le informa de que los Trece de Qarth desean verla a las afueras de la ciudad.
Daenerys se encuentra con el representante de los Trece fuera de las murallas de Qarth. Este no se muestra dispuesto a dejar que Daenerys y su khalasar crucen las puertas de la ciudad, y los intentos de persuasión de Daenerys son más que ineficientes. Sin embargo, uno de los Trece llamado Xaro Xhoan Daxos (Nonso Anozie) se ofrece a cobijarlos bajo su propia responsabilidad. Xaro resulta ser un hombre de ambiciones muy elevadas, proponiéndole a Daenerys que se casen y que así ella pueda conquistar los Siete Reinos con su inmensa fortuna. Daenerys se siente tentada de aceptar su oferta, aunque Ser Jorah le recomienda prudencia, desconfiando de las intenciones del adulador mercader qarthiense. Después de hablar con Ser Jorah, Daenerys se da cuenta de la realidad: Jorah está enamorado de ella.
Daenerys habla con los Trece para que le concedan barcos y tropas, pero todos se niegan. Tras regresar a casa de Xaro, se da cuenta de que sus dragones han desaparecido y han asesinado a los miembros de su khalasar. Pyat Pree (Ian Hanmore), uno de los Trece, le informa de que los dragones están en su poder, y que es libre de ir a buscarlos... a la Casa de los Eternos.
Daenerys acude sola a la Casa de los Eternos. Comienza a experimentar extrañas visiones: el salón del Trono de Hierro cubierto de nieve, una imagen del Muro y una visión junto a su difunto esposo y su hijo nonato. En ese momento aparece Pyat Pree y revela sus auténticos planes: planea encerrar a Daenerys junto a sus dragones en la torre por toda la eternidad. Pero Daenerys afirma que ese no es su destino, y los pequeños dragones exhalan fuego que calcina a Pyat Pree.
De vuelta a casa de Xaro, se encuentran a este tendido en la cama junto a Doreah, una de las doncellas de Daenerys. Tras abrir la cámara secreta de Xaro, descubren que este le ha mentido todo el tiempo y no posee riqueza alguna. Daenerys encierra dentro de la cámara a Xaro y a Doreah; las auténticas riquezas de Xaro servirán para costear una flota con la que marcharse de Qarth.

#### Tercera temporada
Daenerys y su flota se dirigen hacia la ciudad de Astapor, en la Bahía de los Esclavos. Ser Jorah la persuade de que en la ciudad se comercia con los llamados «Inmaculados», que poseen fama de ser los mejores guerreros de todo el mundo conocido, y que los necesita para conquistar Poniente; Daenerys recalca que son soldados-esclavos, pero sabe que Jorah está en lo cierto.
En Astapor, un mercader esclavista llamado Kraznys mo Nakloz (Dan Hildebrand) le explica el adiestramiento que reciben los Inmaculados, ante el cual Daenerys queda asqueada, pues los Inmaculados son tratados como simples máquinas para la guerra, eliminando cualquier atisbo de humanidad en ellos.
Caminando por los puertos de Astapor, Daenerys conoce a Ser Barristan Selmy (Ian McElhinney), un legendario espadachín y caballero de Poniente que sirvió en la Guardia Real durante el reinado de su padre, que le jura lealtad y ponerse a su servicio. Ser Jorah y Ser Barristan discuten sobre adquirir a los Inmaculados; el primero se muestra a favor, el segundo en contra.
Daenerys se reúne de nuevo con Kraznys, demandando que todos los Inmaculados que haya en la ciudad (8.000) le sean entregados, a cambio, Daenerys les entregará a uno de sus dragones; Kraznys acepta su oferta. Daenerys exige también que le sea entregada su traductora, Missandei (Nathalie Emmanuel). Tanto Jorah como Barristan se oponen al plan de Daenerys, creyendo que va a cometer un error fatal.
En la plaza central de Astapor, Daenerys y Kraznys hacen el intercambio: Daenerys le lleva a Drogon (el mayor de sus dragones) a cambio del control de los 8.000 Inmaculados. Kraznys protesta afirmando que el dragón no le quiere obedecer; Daenerys replica que un dragón jamás sería un esclavo, en ese momento ordena a Drogon que ataque. Daenerys ordena entonces a los Inmaculados que acaben con todos los esclavistas que encuentren, a la vez que contempla el cadáver calcinado de Kraznys. Tras este suceso, Daenerys proclama que todos los Inmaculados que la sigan lo harán como hombres libres.
El ejército de Daenerys llega a las puertas de Yunkai, otra de las ciudades esclavistas de la Bahía de los Esclavos. Daenerys planea tomar todas las ciudades esclavistas y liberar a los esclavos de su interior: Yunkai es el primero de los objetivos, sin embargo, ésta no está dispuesta a rendirse. El emisario de Yunkai ofrece oro y barcos con los que ella llegue a Poniente si deja a la ciudad en paz; Daenerys hace una contraoferta, reclamando que todos los esclavos de la ciudad sean liberados. Viendo que el enfrentamiento es inevitable, Daenerys intenta que la compañía mercenaria de los Segundos Hijos, que sirven para Yunkai, se pasen a su bando. Los Segundos Hijos rehúsan, hasta que uno de sus capitanes, Daario Naharis, elimina a los comandantes y pone a los Segundos Hijos bajo el servicio de Daenerys. Aprovechando la defección de los Segundos Hijos, el ejército de Daenerys derrota al yunkío.
Yunkai se rinde ante Daenerys y accede a su propuesta de liberar a los esclavos. Daenerys afirma ante ellos que no puede concederles la libertad, sino que deben tomarla por ellos mismos. Los esclavos comienzan a aclamarla y a llamarla «mhysa» (madre en el ficticio idioma valyrio).

#### Cuarta temporada
El ejército de Daenerys parte hacia Meereen, la última y más poderosa de las ciudades esclavistas. Meereen rehúsa rendirse, por lo que Daenerys envía al comandante de los Inmaculados, Gusano Gris (Jacob Anderson), para que se infiltre en Meereen a través de las alcantarillas y persuada a los esclavos para que se rebelen. Finalmente no es necesaria ninguna batalla, pues los esclavos terminan abriendo las puertas de la ciudad a Daenerys.
Daenerys se asienta en la Gran Pirámide de Meereen, donde sus consejeros discuten qué hacer a continuación; Ser Barristan es partidario de marchar hacia Poniente cuanto antes, más ahora que se han enterado de que el rey Joffrey Baratheon ha muerto; Ser Jorah recomienda ser prudente, pues aunque posean 10.000 hombres no cree que sea suficiente para conquistar los Siete Reinos, afirmando que Daenerys debe quedarse para asegurar la paz en la Bahía de los Esclavos. Daenerys concuerda con Ser Jorah, y afirma que se quedará en Meereen para ejercer lo que nunca ha hecho: gobernar.
Ser Barristan descubre ante Daenerys que Ser Jorah ha estado espiándola desde que se presentara ante ella en su boda con Khal Drogo. Ser Jorah lo admite y, entre lágrimas, ruega su perdón, declarándole su amor. Haciendo caso omiso de sus súplicas, Daenerys exilia a Ser Jorah, ordenándole que no regrese nunca.
Cierto día, un emisario llega ante Daenerys con un cadáver. El hombre explica que se trata de su hija, la cual fue quemada y devorada por uno de sus dragones. Viendo que son una amenaza para su propio pueblo, Daenerys decide confinar a Viserion y Rhaegal bajo la Gran Pirámide.

#### Quinta temporada
Los Inmaculados y libertos de Daenerys comienzan a ser asesinados en las calles de Meereen. Los instigadores se hacen llamar «Hijos de la Arpía», rebeldes meereenos que se oponen a su gobierno. Daenerys habla del asunto con Hizdahr zo Loraq (Joel Fry), representante de las grandes familias de Meereen. Hizdahr afirma que Daenerys debe involucrarse más en la cultura meereena y propone reabrir los reñideros (arenas de combate donde los esclavos y hombres libres combatían hasta la muerte). Daario, a quien Daenerys ha convertido en su amante, cree que es una buena idea, y también le propone que libere a sus dragones que mantiene cautivos bajo la Gran Pirámide; sin embargo, los dragones no se hallan muy felices respecto a su cautiverio, y no responden con calidez ante la llegada de su «madre».
Durante una de las acometidas de los Hijos de la Arpía, Ser Barristan muere en combate contra ellos. Furiosa de perder a uno de sus hombres más leales y cercanos, Daenerys decide aplicar un castigo severo a los nobles de Meereen. Lleva a los cabezas de las grandes familias ante Viserion y Rhaegal, donde devoran a uno de ellos. Daenerys intuye que los nobles de Meereen respaldan a los Hijos de la Arpía, por lo que necesita ganarse su favor. Decide entonces contraer matrimonio con uno de ellos, como símbolo de unión entre Daenerys Targaryen, Reina de los Siete Reinos y de Meereen, con la antigua nobleza esclavista; el elegido es el propio Hizdahr zo Loraq.
Finalmente se produce la reapertura de los reñideros. Daenerys asiste con estoicismo ante lo que ella considera un espectáculo barbárico. Durante uno de los enfrentamientos, Daenerys se reencuentra con Ser Jorah Mormont, que además le trae un regalo: Tyrion Lannister (Peter Dinklage), exiliado de Poniente. Daenerys acepta a Tyrion como su consejero, pero no así a Ser Jorah, a quien vuelve a condenar al exilio siguiendo el retórico consejo de Tyrion.
En el Gran Reñidero de Meereen se producen las peleas para celebrar el matrimonio entre Daenerys y Hizdahr. Tras unos combates iniciales, un nuevo campeón surge ante la multitud: Ser Jorah Mormont. En ese momento, los Hijos de la Arpía comienzan a surgir de entre los espectadores, matando a civiles e Inmaculados a partes iguales, una de estas víctimas es el propio Hizdahr. Daenerys y sus allegados se refugian en el centro de la arena protegidos por los Inmaculados, pero la desventaja ante los Hijos de la Arpía es absoluta. La situación parecía perdida hasta que un rugido estremece el cielo: Drogon regresa. El dragón comienza a eliminar a los Hijos de la Arpía, los cuales terminan acribillándolo a lanzazos. Viendo sufrir a su retoño, Daenerys acude junto a Drogon y monta por primera vez a lomos de su hijo, para marcharse triunfalmente sobre los cielos de Meereen.
Drogon lleva a Daenerys a muchas leguas de Meereen, hasta el Mar Dothraki. Sin comida ni agua, Daenerys se halla al borde de la extenuación, y Drogon no parece muy dispuesto a volver de regreso a Meereen. Cuando se hallaba caminando a través de la pradera, Daenerys es localizada por un khalasar, siendo tomada prisionera.

#### Sexta temporada
Daenerys permanece cautiva del khalasar de Khal Moro (Joe Naufahu), el cual no tiene planes muy esperanzadores para ella. Tras enterarse de que es la viuda y khaleesi del difunto Khal Drogo, decide llevarla hasta Vaes Dothrak para ser entregada al Dosh Khaleen.
En Vaes Dothrak, los khals se reúnen para decidir qué hacer con ella; unos son partidarios de entregarla a los Sabios Amos de Yunkai, otros simplemente abogan por violarla. Daenerys afirma que ninguno de ellos son dignos de guiar a los Dothraki a los confines del mundo, como pretendía hacer Drogo. En su lugar, decide que todos los khals morirán en ese mismo lugar, y comienza a arrojar al suelo las lámparas de fuego, causando que la tienda en la que se hallaban arda completamente y mate a todos en su interior. De entre las llamas surge Daenerys, de nuevo ilesa como había sucedido tiempo atrás en la pira funeraria de Drogo, pero esta vez no son dragones lo que consigue, sino la lealtad de todos los khalasar.
Daenerys vuelve a reencontrarse con Ser Jorah Mormont, el cual acudió junto a Daario Naharis en su rescate. Jorah revela que padece la psoriagrís, una enfermedad contagiosa y mortal que acabará con él lentamente. Daenerys le ordena que busque una cura, para que así pueda volver a su lado cuando conquiste los Siete Reinos.
Daenerys llega a Meereen mientras se produce el ataque de las ciudades esclavistas. Yunkai y Astapor, con el apoyo de Volantis, han decidido poner asedio sobre Meereen para acabar con el reinado de Daenerys. Sus barcos atacan la ciudad continuamente, y los Inmaculados no pueden hacerles frente, pues no cuentan con suficientes hombres. Daenerys se reúne con los enviados de las ciudades esclavistas, los cuales presentan sus condiciones para aceptar su rendición; sin mediar palabra, Daenerys comienza a quemar la flota esclavista a lomos de Drogon y junto con Viserion y Rhaegal. Poco después recibe a Theon (Alfie Allen) y Yara Greyjoy (Gemma Whelan), los cuales ofrecen sus barcos a Daenerys a cambio de que ella apoye la pretensión de Yara a la corona de las Islas del Hierro.
Después de la alianza con los Greyjoy, se le unen barcos de la Casa Martell y la Casa Tyrell, que quieren venganza por la Casa Lannister. Daenerys deja a Daario y los Segundos Hijos en Meereen para mantener la paz, y zarpa hacia Poniente con su corte y sus dragones.

#### Séptima temporada
Daenerys llega a la isla fortaleza de Rocadragón, el antiguo bastión de los Targaryen, una vez en poder del difunto Stannis Baratheon, y la encuentra abandonada. Envía a los Inmaculados a tomar Roca Casterly y envía a la flota de barcos de Yara Greyjoy desde Dorne para bloquear Desembarco del Rey. Sin embargo, las fuerzas de los Lannister han abandonado Roca Casterly y se han apoderado de Altojardín y sus riquezas. Mientras tanto, Euron supera a los barcos de su sobrina Yara. Para ganar aliados, Daenerys convoca al recién nombrado Rey en el Norte, Jon Nieve, para que le prometa lealtad. Jon se niega, al insistir en que el Rey de la Noche y su ejército de caminantes representan una amenaza para toda la humanidad. Al enterarse de la caída de Altojardín, Daenerys conduce a Drogon y a los dothraki a luchar contra la caravana de los Lannister. A pesar de que Drogon resulta herido en la batalla, Daenerys sale victoriosa. Las fuerzas restantes se someten a ella, pero un resistente Randyll y Dickon Tarly eligen la muerte en lugar de someterse. Daenerys los ejecuta con fuego de dragón.
Jon y un Jorah curado lideran una expedición más allá del Muro para capturar a un caminante, que utilizarán para convencer a la autoproclamada Reina de Poniente, Cersei Lannister, de que la amenaza es real. Acaban rodeados de caminantes. Daenerys y sus dragones acuden en su rescate, pero el Rey de la Noche mata a Viserion con una lanza de hielo, devastando a Daenerys. Daenerys jura a Jon que le ayudará a luchar contra el Rey de la Noche, y Jon le jura lealtad como su reina. La pareja y sus criados traen un caminante a Desembarco del Rey para convencer a Cersei de la amenaza más allá del Muro. Al final, Cersei acepta una tregua y ayudar en la lucha contra el ejército de muertos vivientes, pero en secreto planea traicionarlos. Enamorados, Jon y Daenerys finalmente sucumben a sus crecientes sentimientos el uno por el otro y tienen relaciones sexuales. Ninguno de los dos sabe que están emparentados por la sangre ni que el Rey de la Noche ha revivido a Viserion. El Rey de la Noche abre una brecha en el Muro con fuego de dragón.

#### Octava temporada
Daenerys y Jon llegan a Invernalia con los Inmaculados, los Dothraki y sus dragones. Allí se enteran de que el Rey de la Noche ha irrumpido en Poniente. Los norteños y Sansa Stark se enfadan porque Jon se ha aliado con Daenerys. Más tarde, el vínculo entre Daenerys y Jon crece cuando montan en sus dragones. Jaime Lannister llega y revela la traición de Cersei. Jon se entera de su verdadera filiación y revela a una atónita Daenerys que es hijo de su hermano Rhaegar y Lyanna Stark. Daenerys se da cuenta de que esto convierte a Jon en el heredero de la Casa Targaryen.
Cuando llega el ejército de los muertos, Daenerys y Jon luchan contra el Rey de la Noche a lomos de un dragón, pero luchan y se separan. Jorah muere al defender a Daenerys de los brujos y muere en sus brazos mientras ella llora. Los muertos son derrotados cuando Arya Stark mata al Rey de la Noche. Tras la batalla, Daenerys teme que la gente prefiera a Jon como gobernante antes que a ella cuando los salvajes lo alaban. Ella le ruega a Jon que no revele su verdadero parentesco, pero Jon dice que debe decírselo a sus hermanas, a quienes jura guardar el secreto ya que ha renunciado a su derecho por el de Daenerys. Sin embargo, Sansa se lo cuenta a Tyrion, que a su vez se lo cuenta a Varys. Daenerys, Jon y sus fuerzas combinadas se preparan para marchar contra Cersei, pero Euron Greyjoy tiende una emboscada a Daenerys en el camino; mata a Rhaegal y captura a Missandei. Daenerys, afligida, negocia la liberación de Missandei y la rendición de Cersei, pero Cersei manda decapitar a Missandei. Daenerys se entera de que Varys está intentando sentar a Jon en el Trono de Hierro y lo ejecuta por su traición. Más tarde, ella intenta retomar su relación física con Jon, pero él se aleja debido a su relación de sangre. Daenerys se resigna a confiar en el miedo para imponerse.
Tyrion desafía a Daenerys al liberar a su hermano, que luego es capturado en su camino de regreso a Cersei. Más tarde, Tyrion insta a Daenerys a perdonar a los habitantes de Desembarco del Rey si se rinden. Daenerys destruye las defensas de la ciudad y ésta se rinde, pero quema Desembarco del Rey, matando a innumerables civiles. Después, Daenerys declara que ha «liberado» a estas personas y que «liberará» al mundo. Tyrion es arrestado por traición. Arya y Tyrion advierten a Jon de que Daenerys verá su herencia Targaryen como una amenaza a su dominio, y la Casa Stark no está a salvo; Tyrion dice que a pesar del amor de Jon por Daenerys, es su deber matarla para proteger al pueblo. Jon intenta razonar con Daenerys, pero cuando ella continúa afirmando que sus acciones son necesarias para establecer un mundo bueno, un Jon en conflicto la apuñala fatalmente y Daenerys muere en sus brazos mientras él llora. Drogon llega y funde el Trono de Hierro antes de abandonar Poniente con el cuerpo de Daenerys, afligida. Bran Stark es elegido rey más tarde; exilia a Jon de vuelta a la Guardia de la Noche para apaciguar a los partidarios de Daenerys.

## Títulos y tratamientos
Aunque la serie se basa en los libros de Canción de hielo y fuego, después de Danza de dragones, la adaptación televisiva modifica el perfil de Daenerys, por lo cual adquiere otros títulos diferentes a los libros. 
Actualmente su título es: Daenerys de la Tormenta de la casa Targaryen, La Primera de su Nombre, Reina de los Ándalos, los Rhoynar y los Primeros Hombres, Señora de los Siete Reinos y Protectora del Reino, Khaleesi del Gran Mar de la Hierba, Señora de Rocadragón y Reina de Meereen.
De acuerdo con lo anterior; 
- Es la primera monarca con el nombre de Daenerys.
- Al reclamar su derecho al Trono de Hierro, adquiere los títulos correspondientes al monarca (rey de los Ándalos, los Rohynar y los Primeros Hombres).
- El título Protectora del reino hace alusión a que ella es la comandante de las fuerzas militares de los Siete Reinos. Cabe señalar que el título no siempre es propio del monarca, sino que puede ser otorgado a otra persona.
- Después de unificar los khalassar dothraki, se convierte en la gobernante de toda la tribu, así adquiere el título que los Khal utilizaron durante sus respectivas administraciones.
- Al ser una Targaryen, posee los derechos sobre el señorío de Dragonstone (Rocadragón).
- Tras conquistar Meereen, se proclama reina de la ciudad.

Daenerys posee menciones honoríficas debido a sus múltiples logros, estas distinciones generalmente acompañan su título oficial:
- La que no arde: recibe este sobrenombre por su característica de ignifugidad.
- Rompedora/quebrantadora de cadenas: le fue acuñado tras conquistar las ciudades esclavistas y liberar a los esclavos.
- Madre de dragones: es llamada así después de eclosionar los huevos de dragón.

### Títulos sustituidos
Estos títulos, fueron reemplazados o modificados al paso de la trama:
- Princesa de Rocadragón: usado mientras su hermano Viserys vivía, pues él era el legítimo reclamante al Trono de Hierro, y como es costumbre en la Casa Targaryen, el heredero lleva el título de "Príncipe de Rocadragón", en este caso Daenerys era su presunta heredera.
- Khaleesi de los Dothraki: modificado a Khaleesi del Gran mar de la hierba después de que Daenerys se convirtiera en gobernante de la tribu Dothraki. Lo usó mientras fue esposa del Khal Drogo.[29]

### Tratamientos
Mientras Viserys Targaryen vivía, Daenerys era tratada con dignidad de Alteza, tras la muerte de su hermano y haber reclamado sus derechos sobre el Trono de Hierro, recibió el tratamiento de Majestad.

## Ancestros
| \| \| \| \| \| \| \| \| \| \| \| \| \| \| \| \| \| \| \| \| 16. Maekar I Targaryen \| \| \| \| \| \| \| \| \| \| \| \| \| \| \| \| \| \| \| \| \| \| \| \| \| \| \| \| \| \| \| \| \| \| \| \| \| \| \| \| \| \| \| \| \| \| \| \| \| \| \| \| \| \| 17. Dyanna Dayne \| \| \| \| \| \| \| \| \| \| \| \| \| \| \| \| \| \| \| \| \| \| \| \| \| \| \| \| \| \| \| \| \| \| \| \| \| \| \| \| \| \| \| \| \| \| \| \| \| \| \| \| \| \| 2. Aerys II Targaryen \| \| \| \| \| \| \| \| \| \| \| \| \| \| \| \| \| \| \| \| \| \| \| \| \| \| \| \| \| \| \| \| \| \| \| \| \| \| \| \| \| \| \| \| \| \| \| \| \| \| \| \| \| \| 20. Maekar I Targaryen \| \| \| \| \| \| \| \| \| \| \| \| \| \| \| \| \| \| \| \| \| \| \| \| \| \| \| \| \| \| \| \| \| \| \| \| \| \| \| \| \| \| \| \| \| \| \| \| \| \| \| \| \| \| 21. Dyanna Dayne \| \| \| \| \| \| \| \| \| \| \| \| \| \| \| \| \| \| \| \| \| \| \| \| \| \| \| \| \| \| \| \| \| \| \| \| \| \| \| \| \| \| \| \| \| \| \| \| \| \| \| \| \| \| 11. Betha Blackwood \| \| \| \| \| \| \| \| \| \| \| \| \| \| \| \| \| \| \| \| \| \| \| \| \| \| \| \| \| \| \| \| \| \| \| \| \| \| \| \| \| \| \| \| \| \| \| \| \| \| \| \| \| \| 1. Daenerys Targaryen \| \| \| \| \| \| \| \| \| \| \| \| \| \| \| \| \| \| \| \| \| \| \| \| \| \| \| \| \| \| \| \| \| \| \| \| \| \| \| \| \| \| \| \| \| \| \| \| \| \| \| \| \| \| 24. Maekar I Targaryen \| \| \| \| \| \| \| \| \| \| \| \| \| \| \| \| \| \| \| \| \| \| \| \| \| \| \| \| \| \| \| \| \| \| \| \| \| \| \| \| \| \| \| \| \| \| \| \| \| \| \| \| \| \| 12. Aegon V Targaryen \| \| \| \| \| \| \| \| \| \| \| \| \| \| \| \| \| \| \| \| \| \| \| \| \| \| \| \| \| \| \| \| \| \| \| \| \| \| \| \| \| \| \| \| \| \| \| \| \| \| \| \| \| \| 25. Dyanna Dayne \| \| \| \| \| \| \| \| \| \| \| \| \| \| \| \| \| \| \| \| \| \| \| \| \| \| \| \| \| \| \| \| \| \| \| \| \| \| \| \| \| \| \| \| \| \| \| \| \| \| \| \| \| \| 13. Betha Blackwood \| \| \| \| \| \| \| \| \| \| \| \| \| \| \| \| \| \| \| \| \| \| \| \| \| \| \| \| \| \| \| \| \| \| \| \| \| \| \| \| \| \| \| \| \| \| \| \| \| \| \| \| \| \| 3. Rhaella \| \| \| \| \| \| \| \| \| \| \| \| \| \| \| \| \| \| \| \| \| \| \| \| \| \| \| \| \| \| \| \| \| \| \| \| \| \| \| \| \| \| \| \| \| \| \| \| \| \| \| \| \| \| 28. Maekar I \| \| \| \| \| \| \| \| \| \| \| \| \| \| \| \| \| \| \| \| \| \| \| \| \| \| \| \| \| \| \| \| \| \| \| \| \| \| \| \| \| \| \| \| \| \| \| \| \| \| \| \| \| \| 14. Aegon V Targaryen \| \| \| \| \| \| \| \| \| \| \| \| \| \| \| \| \| \| \| \| \| \| \| \| \| \| \| \| \| \| \| \| \| \| \| \| \| \| \| \| \| \| \| \| \| \| \| \| \| \| \| \| \| \| 29. Dyanna \| \| \| \| \| \| \| \| \| \| \| \| \| \| \| \| \| \| \| \| \| \| \| \| \| \| \| \| \| \| \| \| \| \| \| \| \| \| \| \| \| \| \| \| \| \| \| \| \| \| \| \| \| \| 15. Betha Blackwood \| \| \| \| \| \| \| \| \| \| \| \| \| \| \| \| \| \| \| \| \| \| \| \| \| \| \| \| \| \| \| \| \| \| \| \| \| \| \| \| \| \| \| \| \| \| \| \| \| \| \| \| |                        |  |  |  |  |  |  |  |  |  |  |  |  |  |  |  |
| |                        |  |  |  |  |  |  |  |  |  |  |  |  |  |  |  |
| | 16. Maekar I Targaryen |  |  |  |  |  |  |  |  |  |  |  |  |  |  |  |
| |                        |  |  |  |  |  |  |  |  |  |  |  |  |  |  |  |
| |                        |  |  |  |  |  |  |  |  |  |  |  |  |  |  |  |
| | 17. Dyanna Dayne       |  |  |  |  |  |  |  |  |  |  |  |  |  |  |  |
| |                        |  |  |  |  |  |  |  |  |  |  |  |  |  |  |  |
| |                        |  |  |  |  |  |  |  |  |  |  |  |  |  |  |  |
| | 2. Aerys II Targaryen  |  |  |  |  |  |  |  |  |  |  |  |  |  |  |  |
| |                        |  |  |  |  |  |  |  |  |  |  |  |  |  |  |  |
| |                        |  |  |  |  |  |  |  |  |  |  |  |  |  |  |  |
| | 20. Maekar I Targaryen |  |  |  |  |  |  |  |  |  |  |  |  |  |  |  |
| |                        |  |  |  |  |  |  |  |  |  |  |  |  |  |  |  |
| |                        |  |  |  |  |  |  |  |  |  |  |  |  |  |  |  |
| | 21. Dyanna Dayne       |  |  |  |  |  |  |  |  |  |  |  |  |  |  |  |
| |                        |  |  |  |  |  |  |  |  |  |  |  |  |  |  |  |
| |                        |  |  |  |  |  |  |  |  |  |  |  |  |  |  |  |
| | 11. Betha Blackwood    |  |  |  |  |  |  |  |  |  |  |  |  |  |  |  |
| |                        |  |  |  |  |  |  |  |  |  |  |  |  |  |  |  |
| |                        |  |  |  |  |  |  |  |  |  |  |  |  |  |  |  |
| | 1. Daenerys Targaryen  |  |  |  |  |  |  |  |  |  |  |  |  |  |  |  |
| |                        |  |  |  |  |  |  |  |  |  |  |  |  |  |  |  |
| |                        |  |  |  |  |  |  |  |  |  |  |  |  |  |  |  |
| | 24. Maekar I Targaryen |  |  |  |  |  |  |  |  |  |  |  |  |  |  |  |
| |                        |  |  |  |  |  |  |  |  |  |  |  |  |  |  |  |
| |                        |  |  |  |  |  |  |  |  |  |  |  |  |  |  |  |
| | 12. Aegon V Targaryen  |  |  |  |  |  |  |  |  |  |  |  |  |  |  |  |
| |                        |  |  |  |  |  |  |  |  |  |  |  |  |  |  |  |
| |                        |  |  |  |  |  |  |  |  |  |  |  |  |  |  |  |
| | 25. Dyanna Dayne       |  |  |  |  |  |  |  |  |  |  |  |  |  |  |  |
| |                        |  |  |  |  |  |  |  |  |  |  |  |  |  |  |  |
| |                        |  |  |  |  |  |  |  |  |  |  |  |  |  |  |  |
| | 13. Betha Blackwood    |  |  |  |  |  |  |  |  |  |  |  |  |  |  |  |
| |                        |  |  |  |  |  |  |  |  |  |  |  |  |  |  |  |
| |                        |  |  |  |  |  |  |  |  |  |  |  |  |  |  |  |
| | 3. Rhaella             |  |  |  |  |  |  |  |  |  |  |  |  |  |  |  |
| |                        |  |  |  |  |  |  |  |  |  |  |  |  |  |  |  |
| |                        |  |  |  |  |  |  |  |  |  |  |  |  |  |  |  |
| | 28. Maekar I           |  |  |  |  |  |  |  |  |  |  |  |  |  |  |  |
| |                        |  |  |  |  |  |  |  |  |  |  |  |  |  |  |  |
| |                        |  |  |  |  |  |  |  |  |  |  |  |  |  |  |  |
| | 14. Aegon V Targaryen  |  |  |  |  |  |  |  |  |  |  |  |  |  |  |  |
| |                        |  |  |  |  |  |  |  |  |  |  |  |  |  |  |  |
| |                        |  |  |  |  |  |  |  |  |  |  |  |  |  |  |  |
| | 29. Dyanna             |  |  |  |  |  |  |  |  |  |  |  |  |  |  |  |
| |                        |  |  |  |  |  |  |  |  |  |  |  |  |  |  |  |
| |                        |  |  |  |  |  |  |  |  |  |  |  |  |  |  |  |
| | 15. Betha Blackwood    |  |  |  |  |  |  |  |  |  |  |  |  |  |  |  |
| |                        |  |  |  |  |  |  |  |  |  |  |  |  |  |  |  |
| |                        |  |  |  |  |  |  |  |  |  |  |  |  |  |  |  |